# NGC 7353
NGC 7353 је спирална галаксија у сазвежђу Пегаз која се налази на NGC листи објеката дубоког неба.
Деклинација објекта је + 11° 52' 38" а ректасцензија 22h 42m 12,5s. Привидна величина (магнитуда) објекта NGC 7353 износи 15,1 а фотографска магнитуда 15,9. NGC 7353 је још познат и под ознакама KUG 2239+116, NPM1G +11.0547, PGC 85285.